# Paranerita peruviana
Paranerita peruviana är en fjärilsart som beskrevs av Rothschild 1909. Paranerita peruviana ingår i släktet Paranerita och familjen björnspinnare. Inga underarter finns listade i Catalogue of Life.